# Goshindo
 (juin 2015).
Si vous disposez d'ouvrages ou d'articles de référence ou si vous connaissez des sites web de qualité traitant du thème abordé ici, merci de compléter l'article en donnant les références utiles à sa vérifiabilité et en les liant à la section « Notes et références ».
Goshindo (護身道) est un terme japonais qui pourrait se traduire par « Voie de la protection du corps ». Même si certains aiment à définir le Goshindo comme un cocktail explosif de techniques de défense, il s’agit avant tout d’un art martial en constante évolution, fruit du travail d’Alain Sailly, qui s’appuie sur les enseignements de plusieurs écoles traditionnelles telles que la Hakkō-ryū ju jitsu et la Daitōryū aikijūjutsu. Ces écoles sont à l’origine des formes modernes de judo, de ju-jitsu, ou encore d’aikido.

## Historique
Jusqu’en 1978, Alain Sailly étudia les arts martiaux traditionnels d’origine japonaise. Il constata que l’utilisation du corps dans l’art du combat n’était pas optimale. Il remarqua en outre que les formes de projections telles qu’elles étaient pratiquées en Judo, en Sambo, ou dans d’autres formes de Ju-Jitsu étaient complémentaires. Son constat fut le même en ce qui concernait les formes frappées, les clés, les contrôles... Il entreprit alors de rechercher d’autres formes de techniques, d’autres approches d'autodéfense.
Pendant 10 ans, Alain Sailly apprit de ses rencontres avec différents professeurs de plusieurs styles. S'appuyant sur les écoles traditionnelles qui donnèrent naissance aux formes modernes de Judo, de Ju-Jitsu, ou encore d'Aïkido, le fondateur du Goshindo commença à construire un programme de techniques qui, sans perdre de leur efficacité martiale, contribuent au développement du corps et de l'esprit.
Il sélectionna un large éventail de techniques et fit un travail de synthèse autour de ces éléments, tout en refusant de se laisser enfermer dans un courant particulier. Cette origine fait du Goshindo un art martial en constante évolution et qui reflète, d’une certaine manière, la mondialisation des arts martiaux.
C’est depuis 1989 qu’Alain Sailly travaille plus particulièrement à l’optimisation de chaque technique. Il en développe ainsi les aspects pédagogiques autour de trois points essentiels : 
- la recherche d’une forme harmonieuse permettant l’épanouissement de l’individu.
- la recherche d’une forme efficace permettant d’affronter les situations conflictuelles
- la recherche d’une forme esthétique permettant de protéger son corps en trouvant les positions adéquates.

La F.F.G.D. (Formation Fédérale de Goshindo en 2001, appelée "Fédération Française de Goshindo" en 2000) était affiliée à la World Kobudo Federation, organisation vouée à la promotion des arts martiaux dans le monde.
En 2002, le Goshindo comptait environ un millier[réf. nécessaire] de pratiquants en France.

## Descriptif
Du fait de ses origines, le Goshindo se construit comme un ensemble de techniques comprenant à la fois des projections, des clés, des étranglements, des formes de contrôle, mais aussi des frappes et des mouvements en rotation tels qu’ils peuvent exister dans d’autres arts martiaux. Il comprend également le travail des armes comme le bâton court, le couteau ou le bô. La manipulation de ces armes est enseignée dans une optique de maîtrise tant sur le plan de la défense « avec » ou « contre » que sur le plan de la qualité d'apport gestuel et technique du corps en mouvement. Sans perdre de leur efficacité et de leur sens martial, ces techniques contribuent tout autant au développement du corps que de l'esprit.

## Conception générale
Comme pour beaucoup d’arts martiaux, la principale caractéristique du Goshindo est de prétexter une certaine confrontation physique pour permettre à chacun d’affirmer sa personnalité. Au-delà de cette affirmation, il permet d’accéder à une meilleure maîtrise de soi, tout en pratiquant des techniques susceptibles d’assurer sa protection. Il propose ainsi un principe d’éducation marqué par la découverte et l’affirmation de soi, tout en respectant autrui. Le Goshindo est donc un moyen d’épanouissement de l’individu, aussi bien physiquement que mentalement, et socialement. 
- Physiquement, tout d’abord, en développant l’habileté en termes de posture et d’équilibre, mais également en maîtrisant mieux ses déplacements et sa gestuelle. L’acquisition d’éléments techniques fondamentaux sert de base aux exercices de développement de l’adresse générale du pratiquant. Il est également un moyen de se développer physiquement non seulement par les renforcements musculaire et ligamentaire, mais également par le travail d’endurance. C’est pourquoi la séance d’entraînement laisse une place importante à la préparation physique et à l'échauffement, qui se composent d'exercices de musculation, d'assouplissement, et d'étirement.
- Mentalement, ensuite, à travers l’apport d’une certaine discipline imposée par la pratique d’un art martial, que ce soit à travers la démarche nécessaire pour vaincre les appréhensions ou par la pratique d’un effort volontaire. En effet, le pratiquant est inscrit dans une logique de recherche de progrès dans sa maîtrise. Ceci se traduit, sur le plan mental, par la nécessité de respecter des règles de base comme le respect du lieu de travail, le respect de l’enseignant et de son enseignement, le respect des partenaires de travail, l’obligation d’une attention soutenue et d’une concentration sur la pratique, la persévérance dans l’effort, et une constante remise en question.
- Socialement, enfin, par la canalisation de l’agressivité, la sincérité obligatoire envers les autres, l’élimination de la méfiance, l’entraide, et le respect des autres pratiquants et du professeur.

## Le Goshindo en pratique
Le Goshindo est destiné à la fois à un public d’enfants et à un public d’adolescents et d’adultes. Pour un public d’adolescents et d’adultes, l’apprentissage du Goshindo passe par la mise en place d’une méthodologie précise qui s’appuie sur quatre ensembles d’outils pédagogiques : l’étude de techniques fondamentales, les exercices à thème, les Randori dits " souples " et le travail des armes.
Les techniques fondamentales : 
La pratique des techniques fondamentales est orchestrée autour de situations d’agression spécifiques. Les pratiquants répondent à ces agressions avec l’enchaînement technique présenté par l’enseignant. Il s’agit essentiellement d’exercices conçus à partir de l’analyse des bases techniques (postures, déplacements, formes de contrôles, déséquilibres, etc.). Ces éléments de base sont ensuite assemblés pour construire une défense variant suivant l’agression. Les mouvements ne sont pas figés pour autant, puisque les éléments techniques d’un enchaînement peuvent être réutilisés dans un autre. Cette modularité favorise ainsi la perception et la répétition des déplacements et des formes de contrôles, et donc l’apprentissage de gestes justes. Cet outil pédagogique repose essentiellement sur le développement de la motricité et de qualités physiques telles que l’équilibre, l’agilité, la précision et la coordination. Ces exercices constituent un parcours progressif et précis avec pour objectif de développer un Goshindo équilibré et personnel. 
Exercices à thème : 
Il s’agit d’exercices variés se pratiquant à deux, dans lesquels au moins une directive est imposée aux pratiquants. L’objectif principal de ce travail est d’obliger les pratiquants à construire eux-mêmes leurs enchaînements à partir des techniques qu’ils connaissent. Ces exercices permettent aux pratiquants de mieux ressentir les déplacements et les déséquilibres qui pourront les amener à utiliser une technique particulière. C’est également une manière de mieux leur faire ressentir le rythme et la sensation de leur enchaînement. Ainsi, malgré le cadre précis de ce type d’exercice, les pratiquants sont libres d’enchaîner et de s’approprier les techniques.
Ce travail requiert non seulement un certain niveau technique (postures, frappes, déplacements élémentaires, chutes...) mais demande aussi à chacun des pratiquants de se mettre sans réticence au service de son partenaire. Il est alors important de lui faire confiance, de savoir se relâcher et de se contrôler physiquement et mentalement.
Le randori "souple" : 
Le randori souple est un jeu d’opposition durant lequel les deux partenaires s’attaquent l’un après l’autre. Cet exercice n’exclut en aucun cas l’intensité et l’engagement mais doit toujours s’inscrire dans une relation de confiance, où le pratiquant subissant l’action doit se mettre au service de l’autre. Il s’agit donc de composer un enchaînement technique afin de vaincre son "adversaire" par la maîtrise des déplacements, des contrôles, des rythmes…
Ces exercices peuvent être adaptés selon le niveau de pratique pour laisser plus ou moins de champ à la spontanéité de chaque pratiquant, pour aller jusqu’à les laisser combattre librement. Cette forme de travail incite donc les pratiquants à "prendre le risque" d’exécuter tel ou tel enchaînement en laissant au partenaire la possibilité de riposter. Il s’agit alors de "défier" (amicalement) en adresse et en technique les autres pratiquants. Cette approche a plusieurs avantages, dont la mise en pratique et la possibilité de tester ainsi l’efficacité de ses connaissances techniques. Les déplacements sont plus nombreux, plus divers et plus spontanés. Les attaques sont moins codifiées, plus variées et subtiles. Par conséquent, le travail de défense doit être plus instinctif, ce qui permet de développer considérablement le potentiel technique, l’adresse, la vitesse, et l’efficacité des mouvements. Ce type d’exercice apparaît comme une permanente recherche de frappes, de saisies et de déséquilibres par confusions, enchaînements, changements de rythme, le tout dans un travail en déplacement.
Le travail des armes :
La pratique des armes est utilisée comme un moyen de ressentir ses propres déséquilibres et les mouvements de son propre corps. Il s’agit d’une pratique indispensable à la progression de tous les pratiquants. Le Goshindo engage les pratiquants dans une recherche d’efficacité technique où le travail des armes est la garantie de la mise au défi de son propre équilibre. Ce travail passe notamment par des exercices de Bô, un bâton d’environ 1,80 m, avec lequel des enchaînements de frappes et de blocages peuvent être pratiqués. Le développement de l’adresse dans la manipulation de cette arme passe nécessairement par un travail sur l’équilibre, les placements et les mouvements du corps. Dans son exigence, elle est aussi la seule façon d’aborder certains aspects fondamentaux des déplacements et de la puissance des frappes, qu’ils soient physiques ou mentaux, techniques ou tactiques. Il s’agit d’un des vecteurs essentiels de la maturation globale du pratiquant.